# Palpita minuscula
Palpita minuscula là một loài bướm đêm trong họ Crambidae.